# Senecio citriceps
Senecio citriceps là một loài thực vật có hoa trong họ Cúc. Loài này được Hilliard & B.L.Burtt miêu tả khoa học đầu tiên năm 1976.